# ¡Mira quién baila!
¡Mira quién baila! en La 1 és un programa, emès en la seva vuitena edició sota el nom ¡Más que baile!, en el qual un conjunt de famosos competeix entre si, en un concurs de ball de diversos estils, i durant diverses setmanes són entrenats per professors de ball. Tots competeixen per un premi que obté el guanyador de cada gala i és lliurat a organitzacions benèfiques.
En 2018 el concurs va tornar a TVE amb en nom de Bailando con las estrellas.

## Història
El programa, produït per Gestmusic, es va estrenar en La 1 de Televisió Espanyola el 13 de juny de 2005, presentat per Anne Igartiburu; però després de cinc anys en la televisió pública, el format va ser adquirit per Telecinco i va ser presentat per Pilar Rubio.
Televisió Espanyola va exigir a Telecinco a la fi de 2009, que deixés d'emprar la marca ¡Mira quién baila! i la denominació MQB, un acrònim que la pública ja va explotar comercialment durant les últimes temporades en les quals va emetre aquest format. Al final la justícia va fer que Telecinco deixés d'emprar la marca ¡Mira quién baila!, però va acabar permetent-li l'ús de l'acrònim MQB.
Les etapes de La 1 es graven des dels estudis de TVE Catalunya, Sant Cugat del Vallès. En canvi l'etapa de Telecinco es va gravar en els estudis Picasso de Madrid.
Els membres del jurat han arribat a aconseguir gran popularitat. Al llarg de diverses edicions s'han mantingut Javier Castillo (Poty), Joana Subirana, Boris Izaguirre i Aída Gómez. Fins a la tercera edició es va mantenir també l'actriu Teté Delgado, tornant en la cinquena. En la segona i la tercera edició també va participar com a membre del jurat l'exjugador de bàsquet Fernando Romay; en la quarta es va incorporar l'actriu Rosario Pardo. En la sisena, del jurat original només roman Joana Subirana, incorporant-se César Cadaval, Aída Gómez i Boris Izaguirre. En aquesta edició es van elegir per votació popular als representants d'Espanya al Festival d'Eurovisió de ball. En la vuitena edició, van ser: Santi Rodríguez, Boris Izaguirre, Aída Gómez, Joana Subirana i Víctor Ullate Roche.
El 20 de desembre de 2013, el portal televisiu FormulaTV va donar a conèixer la notícia que hi hauria una novena edició del format, segona en Telecinco, Tanmateix uns dies més tard la cadena va anunciar que de moment no estava en els seus plans recuperar el programa per a principis del 2014 pel fet que no anava a enfrontar-se amb el de TVE i el programa de ball d'Antena 3.
Més tard el 25 de desembre de 2013, La 1 va anunciar a través d'una de les seves promocions el retorn del programa a la cadena pública amb la marca 'Mira quien baila' pel que va haver-hi una novena edició del format però a RTVE.

## Primera edició (2005)

### Concursants
| Concursants     | Ocupació                                              | Classificació   |
| --------------- | ----------------------------------------------------- | --------------- |
| Claudia Molina  | Actriu                                                | Guanyadora      |
| María del Monte | Cantant de cobla                                      | 2a Classificada |
| Àlex Casademunt | Cantant, concursant d' Operación Triunfo 2001         | 3r Classificat  |
| Fernando Romay  | Jugador de bàsquet                                    | 4t Classificat  |
| Ángel Garó      | Humorista                                             | 4t Eliminat     |
| Alonso Caparrós | Presentador de televisió                              | 3r Eliminat     |
| Lara Dibildos   | Presentadora de televisió i filla de Laura Valenzuela | 2a Eliminada    |
| Juncal Rivero   | Model, actriu i presentadora, Miss Espanya 1984       | 1a Eliminada    |

### Gal·les
| Programa  | Dia d'emissió          | Espectadors | Percentatge |
| --------- | ---------------------- | ----------- | ----------- |
| 1         | 13 de juny de 2005     | 5 243 000   | 31,6%       |
| 2         | 20 de juny de 2005     | 4 144 000   | 25,2%       |
| 3         | 27 de juny de 2005     | 4 353 000   | 28,0%       |
| 4         | 4 de juliol de 2005    | 4 129 000   | 28,2%       |
| 5         | 11 de juliol de 2005   | 3 668 000   | 26,5%       |
| 6         | 18 de juliol de 2005   | 4 128 000   | 30,7%       |
| 7         | 25 de juliol de 2005   | 4 096 000   | 31,4%       |
| 8         | 5 de setembre de 2005  | 3 378 000   | 23,7%       |
| 9         | 12 de setembre de 2005 | 4 161 000   | 27,4%       |
| 10        | 19 de setembre de 2005 | 4 025 000   | 24,9%       |
| 11        | 26 de setembre de 2005 | 4 152 000   | 25,4%       |
| Semifinal | 3 d'octubre de 2005    | 4 691 000   | 28,4%       |
| Final     | 10 d'octubre de 2005   | 5 205 000   | 31,6%       |

## Segona edició (2005-2006)

### Concursants
| Concursants           | Ocupació                                      | Classificació        |
| --------------------- | --------------------------------------------- | -------------------- |
| David Civera          | Cantant                                       | Guanyador (61%)      |
| Pablo Martín          | Model, Míster Espanya 2001                    | 2n Classificat (39%) |
| Belinda Washington    | Presentadora de TV i actriu                   | 3a Classificada      |
| Gema Ruiz             | Advocada i exdona de Francisco Álvarez-Cascos | 5a Eliminada         |
| María José Suárez     | Model i presentadora de TV, Miss España 1996  | 4a Eliminada         |
| Óscar Ladoire         | Actor                                         | 3r Eliminat          |
| Carmen Sevilla        | Cantant, actriu i presentadora de TV.         | 2a Eliminada         |
| Martín Pareja-Obregón | Torero                                        | 1er Eliminat         |

### Estadístiques setmanals
| Concursants | Gal·la 1 | Gal·la 2 | Gal·la 3 | Gal·la 4   | Gal·la 5   | Gal·la 6 | Gal·la 7   | Gal·la 8   | Gal·la 9     | Gal·la 10  | Gal·la 11 | Gal·la 12 | Gal·la 13 | Gal·la 14 | Semifinal | Gala Final   |
| ----------- | -------- | -------- | -------- | ---------- | ---------- | -------- | ---------- | ---------- | ------------ | ---------- | --------- | --------- | --------- | --------- | --------- | ------------ |
| David       | GUANYA % | GUANYA % | GUANYA % | GUANYA 33% | GUANYA 31% | No passa | GUANYA 33% | GUANYA 26% | No passa     | GUANYA 28% | Salvat    | Salvat    | Salvat    | Salvat    | Salvat    | Guanyador    |
| Pablo       | No passa | No passa | GUANYA % | No passa   | 26%        | GUANYA % | 27%        | No passa   | 27%          | No passa   | Nominat   | Nominat   | Nominat   | Nominat   | Nominat   | 2n Finalista |
| Belinda     | 21%      | No passa | %        | No passa   | No passa   | %        | No passa   | No passa   | GUANYA 32%   | 26%        | Salvada   | Salvada   | Salvada   | Salvada   | Nominada  | 3a Finalista |
| Gema        | 18%      | No passa | No passa | No passa   | 22%        | %        | No passa   | 24%        | No passa     | No passa   | Salvada   | Salvada   | Nominada  | Nominada  | Expulsada |              |
| Mª José     | 23%      | 23%      | %        | 28%        | No passa   | %        | 21%        | 25%        | No participa | 25%        | Salvada   | Nominada  | Salvada   | Expulsada |           |              |
| Óscar       | No passa | 21%      | No passa | 20%        | No passa   | No passa | No passa   | No passa   | No passa     | No passa   | Nominat   | Salvat    | Expulsat  |           |           |              |
| Carmen      | No passa | No passa | %        | No passa   | No passa   | No passa | No passa   | No passa   | No passa     | 21%        | Salvada   | Expulsada |           |           |           |              |
| Martín      | No passa | 20%      | No passa | 19%        | 21%        | No passa | 19%        | No passa   | No passa     | %          | Expulsat  |           |           |           |           |              |

     Guanyador/a
     2n Finalista
     3r Finalista
     Vencedor/a de la gala.
     Passa a la 2a fase pel jurat.
     No passa a la 2a fase pel jurat.
     Salvat pel públic.
     Nominació definitiva.
     Expulsió definitiva.

### Gal·les
| Programa  | Dia d'emissió          | Espectadors | Share |
| --------- | ---------------------- | ----------- | ----- |
| 1         | 17 d'octubre de 2005   | 4 552 000   | 27,1% |
| 2         | 24 d'octubre de 2005   | 4 701 000   | 28,2% |
| 3         | 31 d'octubre de 2005   | 3 741 000   | 24,7% |
| 4         | 7 de novembre de 2005  | 4 167 000   | 25,3% |
| 5         | 14 de novembre de 2005 | 4 765 000   | 27,3% |
| 6         | 21 de novembre de 2005 | 4 508 000   | 26,5% |
| 7         | 28 de novembre de 2005 | 4 313 000   | 26,2% |
| 8         | 5 de desembre de 2005  | 4 246 000   | 26,2% |
| 9         | 12 de desembre de 2005 | 4 355 000   | 24,9% |
| 10        | 19 de desembre de 2005 | 4 250 000   | 26,0% |
| 11        | 9 de gener de 2005     | 4 079 000   | 23,7% |
| 12        | 16 de gener de 2006    | 4 099 000   | 24,5% |
| 13        | 23 de gener de 2006    | 4 205 000   | 25,1% |
| 14        | 30 de gener de 2006    | 4 098 000   | 23,6% |
| Semifinal | 6 de febrer de 2006    | 4 113 000   | 24,0% |
| Final     | 13 de febrer de 2006   | 4 804 000   | 28,8% |

## Tercera edició (2006)

### Concursants
| Concursants        | Ocupació                                      | Classificació         |
| ------------------ | --------------------------------------------- | --------------------- |
| Rosa López         | Cantant, guanyadora de Operación Triunfo 2001 | Guanyadora (62%)      |
| Milene Domingues   | Futbolista i exdona de Ronaldo                | 2a Classificada (38%) |
| David Meca         | Nedador d'aigües obertes                      | 3r Classificat        |
| Michel Olivares    | Model                                         | 5è Eliminat           |
| Miriam Díaz-Aroca  | Actriu i presentadora de televisió            | 4a Eliminada          |
| Pedro Reyes †      | Humorista                                     | 3r Eliminat           |
| Emma Ozores        | Actriu i filla d'Antonio Ozores               | 2a Eliminada          |
| Manuel de la Calva | Cantant, component del Dúo Dinámico           | 1er Eliminat          |

### Estadístiques setmanals
| Concursants | Gal·la 1   | Gal·la 2   | Gal·la 3 | Gal·la 4   | Gal·la 5   | Gal·la 6 | Gal·la 7   | Gal·la 8   | Gal·la 9     | Gal·la 10  | Gal·la 11  | Gal·la 12 | Gal·la 13 | Gal·la 14 | Gal·la 15 | Semifinal | Gala Final   |
| ----------- | ---------- | ---------- | -------- | ---------- | ---------- | -------- | ---------- | ---------- | ------------ | ---------- | ---------- | --------- | --------- | --------- | --------- | --------- | ------------ |
| Rosa        | GUANYA 38% | GUANYA 36% | No passa | GUANYA 33% | GUANYA 31% | No passa | GUANYA 33% | GUANYA 26% | No passa     | GUANYA 28% | No passa   | Salvada   | Salvada   | Salvada   | Salvada   | Salvada   | Guanyadora   |
| Milene      | No passa   | No passa   | GUANYA % | 28%        | No passa   | No passa | 27%        | No passa   | No passa     | No passa   | GUANYA 35% | Salvada   | Salvada   | Salvada   | Salvada   | Nominada  | 2a Finalista |
| David       | 21%        | No passa   | %        | No passa   | 26%        | GUANYA % | No passa   | No passa   | GANA 32%     | 26%        | No passa   | Salvat    | Salvat    | Salvat    | Nominat   | Nominat   | 3r Finalista |
| Michel      | 18%        | No passa   | No passa | No passa   | 22%        | %        | No passa   | 24%        | %            | No passa   | No passa   | Nominat   | Nominat   | Nominat   | Nominat   | Expulsat  |              |
| Miriam      | 23%        | 23%        | %        | No passa   | 21%        | No passa | 21%        | 25%        | No participa | 25%        | %          | Salvada   | Salvada   | Nominada  | Expulsada |           |              |
| Pedro       | No passa   | 21%        | No passa | 20%        | No passa   | %        | No passa   | No passa   | %            | No passa   | %          | Nominat   | Nominat   | Expulsat  |           |           |              |
| Emma        | No passa   | No passa   | %        | 19%        | No passa   | No passa | No passa   | 24%        | No passa     | 21%        | No passa   | Salvada   | Expulsada |           |           |           |              |
| Manuel      | No passa   | 20%        | No passa | No passa   | No passa   | %        | 19%        | No passa   | %            | No passa   | %          | Expulsat  |           |           |           |           |              |

     Guanyador/a
     2n Finalista
     3r Finalista
     Vencedor/a de la gala.
     Passa a la 2a fase pel jurat.
     No passa a la 2a fase pel jurat.
     Salvat pel públic.
     Nominació definitiva.
     Expulsió definitiva.

### Gal·les
| Programa  | Dia d'emissió        | Espectadors | Share |
| --------- | -------------------- | ----------- | ----- |
| 1         | 20 de febrer de 2006 | 5 026 000   | 29,2% |
| 2         | 27 de febrer de 2006 | 4 485 000   | 25,8% |
| 3         | 6 de març de 2006    | 4 513 000   | 26,9% |
| 4         | 20 de març de 2006   | 4 296 000   | 26,8% |
| 5         | 27 de març de 2006   | 4 397 000   | 26,4% |
| 6         | 3 d'abril de 2006    | 3 820 000   | 24,0% |
| 7         | 10 d'abril de 2006   | 3 939 000   | 25,7% |
| 8         | 17 d'abril de 2006   | 4 062 000   | 26,1% |
| 9         | 24 d'abril de 2006   | 3 814 000   | 24,2% |
| 10        | 1 de maig de 2006    | 3 782 000   | 24,7% |
| 11        | 8 de maig de 2006    | 3 883 000   | 24,2% |
| 12        | 15 de maig de 2006   | 3 871 000   | 25,7% |
| 13        | 22 de maig de 2006   | 4 014 000   | 25,4% |
| 14        | 29 de maig de 2006   | 3 813 000   | 25,2% |
| 15        | 5 de juny de 2006    | 3 697 000   | 24,3% |
| Semifinal | 12 de juny de 2006   | 3 593 000   | 23,6% |
| Final     | 19 de juny de 2006   | 3 248 000   | 21,7% |

## Quarta edició (2006)

### Concursants
| Concursants                  | Ocupació                                   | Classificació    |
| ---------------------------- | ------------------------------------------ | ---------------- |
| Estela Giménez               | Gimnasta olímpica                          | Guanyadora (53%) |
| Juan Alfonso Baptista "Gato" | Actor                                      | 2n Classificat   |
| Guillermo Martín             | Cantant, Concursant Operación Triunfo 2005 | 3r Classificat   |
| Carmen Martínez-Bordiú       | Neta de Francisco Franco                   | 7a Eliminada     |
| Félix Álvarez "Felisuco"     | Humorista i presentador                    | 6è Eliminat      |
| Antonia Dell'Atte            | Model                                      | 5a Eliminada     |
| Rosario Mohedano             | Cantant i neboda de Rocío Jurado           | 4a Eliminada     |
| María Reyes                  | Model, Miss España 1995                    | 3a Eliminada     |
| Salvador Guerrero            | Actor                                      | 2n Eliminat      |
| Juan Salazar                 | Cantant, component de Los Chunguitos       | 1er Eliminat     |

### Gal·les
| Programa  | Dia d'emissió          | Espectadors | Share |
| --------- | ---------------------- | ----------- | ----- |
| 1         | 11 de setembre de 2006 | 3 559 000   | 24,5% |
| 2         | 18 de setembre de 2006 | 3 439 000   | 23,1% |
| 3         | 25 de setembre de 2006 | 3 218 000   | 21,7% |
| 4         | 2 d'octubre de 2006    | 3 504 000   | 23,3% |
| 5         | 9 d'octubre de 2006    | 3 242 000   | 21,1% |
| 6         | 16 d'octubre de 2006   | 3 414 000   | 21,6% |
| 7         | 23 d'octubre de 2006   | 3 448 000   | 21,4% |
| 8         | 30 d'octubre de 2006   | 3 221 000   | 22,3% |
| 9         | 6 de novembre de 2006  | 3 297 000   | 22,0% |
| 10        | 13 de novembre de 2006 | 3 182 000   | 20,9% |
| 11        | 20 de novembre de 2006 | 3 429 000   | 21,9% |
| 12        | 27 de novembre de 2006 | 3 533 000   | 23,1% |
| 13        | 4 de desembre de 2006  | 3 316 000   | 21,3% |
| Semifinal | 11 de desembre de 2006 | 3 451 000   | 21,6% |
| Final     | 18 de desembre de 2006 | 3 776 000   | 24,2% |

## Cinquena edició (2007)

### Concursants
| Concursants         | Ocupació                                       | Classificació   |
| ------------------- | ---------------------------------------------- | --------------- |
| Manuel Sarriá       | Humorista, excomponente del Dúo Sacapuntas     | Guanyador       |
| Carmen Janeiro      | Modelo, germana de Jesulín de Ubrique          | 2a Classificada |
| Esther Arroyo       | Model, actriu i presentadora, Miss España 1990 | 3a Classificada |
| Jesús Álvarez       | Periodista                                     | 5è Eliminat     |
| Xavier Deltell      | Humorista i actor                              | 4t Eliminat     |
| Julio Iglesias, Jr. | Cantant, fill de Julio Iglesias                | 3r Eliminat     |
| Victoria Vera       | Actriu                                         | 2a Eliminada    |
| Toñi Salazar        | Cantant, component d'Azúcar Moreno             | 1a Eliminada    |

### Gal·les
| Programa  | Dia d'emissió        | Espectadors | Share |
| --------- | -------------------- | ----------- | ----- |
| 1         | 15 de gener de 2007  | 3 473 000   | 20,9% |
| 2         | 22 de gener de 2007  | 3 500 000   | 20,0% |
| 3         | 29 de gener de 2007  | 3 396 000   | 20,6% |
| 4         | 5 de febrer de 2007  | 2 993 000   | 18,1% |
| 5         | 12 de febrer de 2007 | 3 328 000   | 20,4% |
| 6         | 19 de febrer de 2007 | 3 185 000   | 19,8% |
| 7         | 26 de febrer de 2007 | 3 219 000   | 20,2% |
| 8         | 5 de març de 2007    | 3 101 000   | 19,5% |
| 9         | 12 de març de 2007   | 2 969 000   | 18,4% |
| 10        | 19 de març de 2007   | 3 204 000   | 20,6% |
| 11        | 26 de març de 2007   | 3 279 000   | 19,2% |
| 12        | 2 d'abril de 2007    | 3 128 000   | 19,9% |
| 13        | 9 d'abril de 2007    | 3 238 000   | 19,6% |
| Semifinal | 16 d'abril de 2007   | 3 218 000   | 19,8% |
| Final     | 23 d'abril de 2007   | 3 580 000   | 22,6% |

## Sisena edició (2007)

### Concursants
| Concursants       | Ocupació                                       | Classificació          |
| ----------------- | ---------------------------------------------- | ---------------------- |
| Nani Gaitán       | Model, actriu i presentadora                   | Guanyadora (50,5%)     |
| Serafín Zubiri    | Cantant                                        | 2n Classificat (49,5%) |
| Óscar Higares     | Torero                                         | 3r Classificat         |
| Álvaro Bultó †    | Esportista                                     | 5è Eliminat            |
| Michel Gurfi      | Actor                                          | 4t Eliminat            |
| Raquel Revuelta   | Model i presentadora, Miss España 1989         | 3a Eliminada           |
| María Luisa Merlo | Actriu i mare de Luis Merlo i Amparo Larrañaga | 2a Eliminada           |
| Ivonne Reyes      | Model, actriu i presentadora                   | 1a Eliminada           |

### Gal·les
| Programa  | Dia d'emissió          | Espectadors | Share |
| --------- | ---------------------- | ----------- | ----- |
| 1         | 17 de setembre de 2007 | 2 284 000   | 14,9% |
| 2         | 24 de setembre de 2007 | 2 207 000   | 14,2% |
| 3         | 1 d'octubre de 2007    | 2 522 000   | 15,9% |
| 4         | 8 d'octubre de 2007    | 2 404 000   | 15,2% |
| 5         | 15 d'octubre de 2007   | 2 466 000   | 15,2% |
| 6         | 22 d'octubre de 2007   | 2 516 000   | 15,7% |
| 7         | 29 d'octubre de 2007   | 2 537 000   | 16,1% |
| 8         | 5 de novembre de 2007  | 2 207 000   | 13,7% |
| 9         | 12 de novembre de 2007 | 2 467 000   | 16,0% |
| 10        | 19 de novembre de 2007 | 2 449 000   | 15,1% |
| 11        | 26 de novembre de 2007 | 2 555 000   | 15,7% |
| 12        | 3 de desembre de 2007  | 2 297 000   | 14,5% |
| Semifinal | 10 de desembre de 2007 | 2 546 000   | 15,9% |
| Final     | 17 de desembre de 2007 | 2 908 000   | 17,9% |

El 7 de gener de 2008 es va emetre l'anomenada final de finals, que representava l'última gala del programa, triant al millor ballarí de gairebé tots els concursants que havien participat en les sis edicions. En aquesta gala, es va proclamar vencedora la cantant Rosa López, qui va guanyar també la tercera edició del programa.

## Setena edició (2008-2009)

### Concursants
| Concursants           | Ocupació                                    | Classificació    |
| --------------------- | ------------------------------------------- | ---------------- |
| Manuel Bandera        | Actor                                       | Guanyador        |
| Vicky Martín Berrocal | Dissenyadora de moda                        | 2a Classificada  |
| Elisabeth Reyes       | Model, Miss España 2006                     | 3a Classificada  |
| José Ortega Cano      | Torero, marit de Rocío Jurado               | 4t Eliminat      |
| Julio Salinas         | Exfutbolista                                | 3r Eliminat      |
| Terelu Campos         | Presentadora i filla de María Teresa Campos | 2a Eliminada     |
| Jorge Cadaval         | Humorista de Los Morancos                   | 1er Eliminat     |
| Ana Obregón           | Actriu i presentadora                       | Abandó per lesió |

Ana Obregón va haver d'abandonar el concurs per lesió.

### Gal·les
| Programa  | Dia d'emissió          | Espectadors | Share |
| --------- | ---------------------- | ----------- | ----- |
| 1         | 22 de setembre de 2008 | 3 754 000   | 22,9% |
| 2         | 29 de setembre de 2008 | 3 389 000   | 20,5% |
| 3         | 6 d'octubre de 2008    | 3 244 000   | 20,4% |
| 4         | 13 d'octubre de 2008   | 3 276 000   | 19,7% |
| 5         | 20 d'octubre de 2008   | 3 230 000   | 19,8% |
| 6         | 27 d'octubre de 2008   | 3 317 000   | 21,3% |
| 7         | 3 de novembre de 2008  | 3 466 000   | 20,8% |
| 8         | 10 de novembre de 2008 | 3 050 000   | 18,9% |
| 9         | 17 de novembre de 2008 | 3 018 000   | 18,9% |
| 10        | 24 de novembre de 2008 | 3 216 000   | 20,0% |
| 11        | 1 de desembre de 2008  | 3 055 000   | 18,5% |
| 12        | 8 de desembre de 2008  | 3 075 000   | 18,3% |
| 13        | 15 de desembre de 2008 | 3 129 000   | 19,1% |
| 14        | 22 de desembre de 2008 | 3 117 000   | 17,3% |
| 15        | 12 de gener de 2009    | 3 263 000   | 19,2% |
| 16        | 19 de gener de 2009    | 2 957 000   | 17,7% |
| 17        | 2 de febrer de 2009    | 3 086 000   | 18,3% |
| Semifinal | 9 de febrer de 2009    | 2 961 000   | 17,5% |
| Final     | 16 de febrer de 2009   | 3 575 000   | 22,0% |

## Vuitena edició (2010)
El programa passa a emetre's en Telecinco sota el nom de Más Que Baile! i amb Pilar Rubio com a presentadora.

### Concursants
| Concursants         | Ocupació                                               | Classificació         |
| ------------------- | ------------------------------------------------------ | --------------------- |
| Belén Esteban       | Col·laboradora de TV i exparella de Jesulín de Ubrique | Guanyadora (53%)      |
| Edurne García       | Cantant, finalista de Operación Triunfo 2005           | 2a Classificada (47%) |
| Víctor Janeiro      | Torero i germà de Jesulín de Ubrique                   | 3r Classificat        |
| Carmen Lomana       | Empresària.                                            | 5a Eliminada          |
| El Sevilla          | Cantant de Mojinos Escozíos                            | 4a Eliminat           |
| Helen Lindes        | Model, Miss España 2000                                | 3a Eliminada          |
| Juan García Postigo | Model, Míster Món 2007                                 | 2n Eliminat           |
| Miquel Àngel Nadal  | Exfutbolista i oncle de Rafa Nadal                     | 1er Eliminat          |

### Estadístiques setmanals
| Concursants  | Gal·la 1   | Gal·la 2   | Gal·la 3   | Gal·la 4   | Gal·la 5    | Gal·la 6   | Gal·la 7   | Gal·la 8   | Gal·la 9 | Gal·la 10 | Gal·la 11 | Gal·la 12 | Gal·la 13 | Gal·la 14 | Gala Final   |
| ------------ | ---------- | ---------- | ---------- | ---------- | ----------- | ---------- | ---------- | ---------- | -------- | --------- | --------- | --------- | --------- | --------- | ------------ |
| Belén        | No passa   | GUANYA 39% | No passa   | No passa   | No passa*   | No passa   | GUANYA 33% | No passa   | No passa | Salvada   | Salvada   | Salvada   | Salvada   | Salvada   | Guanyadora   |
| Edurne       | GUANYA 33% | 28%        | 33%        | No passa   | 28%         | 30%        | 20%        | 30%        | 27%      | Salvada   | Nominada  | Nominada  | Salvada   | Nominada  | 2a Finalista |
| Víctor       | No passa   | No passa   | 18%        | GUANYA 34% | No passa    | No passa   | 29%        | 20%        | 19%      | Segó      | Nominat   | Salvat    | Nominat   | Nominat   | 3r Finalista |
| Carmen       | 31%        | No passa   | No passa   | No passa   | GUANYA 34%* | GUANYA 32% | No passa   | No passa   | No passa | Salvada   | Salvada   | Nominada  | Nominada  | Expulsada |              |
| El Sevilla   | 19%        | 20%        | GUANYA 38% | 31%        | 22%         | No passa   | 18%        | No passa   | 19%      | Nominat   | Nominat   | Nominat   | Expulsat  |           |              |
| Helen        | No passa   | 13%        | No passa   | No passa   | 16%         | 20%        | No passa   | GUANYA 34% | No passa | Nominada  | Salvada   | Expulsada |           |           |              |
| Juan         | No passa   | No passa   | 12%        | 25%        | No passa    | 18%        | No passa   | 16%        | No passa | Nominat   | Expulsat  |           |           |           |              |
| Miguel Ángel | 17%        | No passa   | No passa   | 10%        | No passa    | No passa   | No passa   | No passa   | GANA 35% | Expulsat  |           |           |           |           |              |

* En la cinquena gal·la, Belén Esteban i Carmen Lomana van empatar en vots del jurat, però només 1 podia passar a la 2a fase, així que Belén va decidir cedir el pas a Carmen.
     Guanyador/a
     2n Finalista
     3r Finalista
     Vencedor/a de la gala.
     Passa a la 2a fase pel jurat.
     No passa a la 2a fase pel jurat.
     Salvat pel públic.
     Nominació definitiva.
     Expulsió definitiva.

### Gal·les
| Programa  | Dia d'emissió        | Espectadors | Share |
| --------- | -------------------- | ----------- | ----- |
| 1         | 10 de febrer de 2010 | 3 573 000   | 21,1% |
| 2         | 17 de febrer de 2010 | 3 195 000   | 18,3% |
| 3         | 24 de febrer de 2010 | 2 856 000   | 16,9% |
| 4         | 3 de març de 2010    | 2 797 000   | 17,9% |
| 5         | 10 de març de 2010   | 2 923 000   | 18,8% |
| 6         | 17 de març de 2010   | 2 746 000   | 17,7% |
| 7         | 24 de març de 2010   | 2 366 000   | 14,7% |
| 8         | 31 de març de 2010   | 2 381 000   | 16,5% |
| 9         | 7 d'abril de 2010    | 2 763 000   | 17,6% |
| 10        | 14 d'abril de 2010   | 2 711 000   | 16,3% |
| 11        | 21 d'abril de 2010   | 2 808 000   | 18,1% |
| 12        | 28 d'abril de 2010   | 2 961 000   | 18,5% |
| 13        | 4 de maig de 2010    | 3 179 000   | 17,4% |
| Semifinal | 11 de maig de 2010   | 2 796 000   | 16,0% |
| Final     | 18 de maig de 2010   | 2 933 000   | 17,7% |

## Novena edició (2014)
El programa passa a emetre's de nou en La 1 recuperant el nom original,Mira quien baila! i amb Jaime Cantizano com a presentador. Cal destacar que en aquesta edició la banda escollida va ser la del programa Uno de los nuestros, emès recentment en La 1 i produït també per Gestmusic.

### Concursants
| Concursants            | Ocupació                                                   | Classificació |
| ---------------------- | ---------------------------------------------------------- | ------------- |
| Miguel Abellán         | Torero                                                     | Guanyador     |
| Felipe López           | Nedador, parella de Mireia Canalda                         | 2n Finalista  |
| Adriana Abenia         | Reportera de TV.                                           | 3a Finalista  |
| Corina Randazzo        | Actriu. Protagonista de Un príncipe para Corina.           | 4a Finalista  |
| Fernando Albizu        | Actor de cinema i televisió                                | 4t Eliminat   |
| Nicolás Vallejo-Nájera | Empresari i exmarit de Paulina Rubio                       | 3r Eliminat   |
| Marina Danko           | Dissenyadora de joies i exdona de Sebastián Palomo Linares | 2a Eliminada  |
| Maribel Gil            | Concursant de MasterChef 1                                 | 1a Eliminada  |

### Estadístiques setmanals
| Concursants | Gal·la 1   | Gal·la 2   | Gal·la 3   | Gal·la 4   | Gal·la 5   | Gal·la 6   | Gal·la 7   | Gal·la 8   | Gal·la 9      | Gal·la 10     | Gal·la 11    | Gal·la 12    | Final              |
| ----------- | ---------- | ---------- | ---------- | ---------- | ---------- | ---------- | ---------- | ---------- | ------------- | ------------- | ------------ | ------------ | ------------------ |
| Miguel      | No passa   | GUANYA 48% | No passa   | GUANYA 30% |            | No passa   | No passa   |            | Salvat        | Nominat       | Nominat 30%  | Nominat*     | Guanyador (51%)    |
| Felipe      | 20%        | 28%        | 29%        | No passa   |            | GUANYA 68% | No passa   | No passa   | Salvat        | Salvat        | Nominat      | Nominat 37%  | 2n Finalista (49%) |
| Adriana     | No passa   | No passa   | 20%        | 23%        | GUANYA 28% | No passa   |            | No passa   | Nominada      | Nominada 52%  | Nominada 48% | Nominada 39% | 3a Finalista (32%) |
| Corina      | 14%        | 13%        | No passa   | 28%        | No passa   |            | GUANYA 37% | GUANYA 53% | Salvada       | Salvada       | Salvada      | Salvada      | 4a Finalista (20%) |
| Fernando    | GUANYA 45% | No passa   | 19%        | 19%        | No passa   |            | No passa   |            | Salvat        | Salvat        | Salvat       | Expulsat 24% |                    |
| Colate      | No passa   | No passa   | GUANYA 32% | No passa   | No passa   |            | No passa   | No passa   | Nominat 42%   | Nominat 27%   | Expulsat 21% |              |                    |
| Marina      | No passa   | 11%        | No passa   | No passa   | *          | No passa   |            |            | Nominada 35%  | Expulsada 21% |              |              |                    |
| Maribel     | 21%        | No passa   | No passa   | No passa   | *          | No passa   |            | No passa   | Expulsada 23% |               |              |              |                    |

* En la Gala 5 el jurat va decidir que tant Maribel com Marina passessin a la fase final.
* En la Gala 12, Maribel, Colate i Marina van decidir que Miguel Abellán passés a la final.
     Guanyador/a
     2n Finalista
     3r Finalista
     Vencedor/a de la gala.
     Passa a la 2a fase pel jurat.
     No passa a la 2a fase pel jurat.
     Salvat pel públic.
     Nominat però salvat pel jurat.
     Nominació definitiva.
     Expulsió definitiva.

### Gal·les
| Programa | Dia d'emissió        | Espectadors | Quota de pantalla |
| -------- | -------------------- | ----------- | ----------------- |
| 1        | 27 de gener de 2014  | 2 941 000   | 15,3%             |
| 2        | 3 de febrer de 2014  | 2 733 000   | 15,5%             |
| 3        | 10 de febrer de 2014 | 2 411 000   | 13,7%             |
| 4        | 17 de febrer de 2014 | 1 797 000   | 10,6%             |
| 5        | 24 de febrer de 2014 | 1 840 000   | 11,0%             |
| 6        | 3 de març de 2014    | 1 915 000   | 12,6%             |
| 7        | 10 de març de 2014   | 1 772 000   | 12,1%             |
| 8        | 17 de març de 2014   | 1 461 000   | 9,8%              |
| 9        | 24 de març de 2014   | 1 378 000   | 9,2%              |
| 10       | 31 de març de 2014   | 1 485 000   | 9,6%              |
| 11       | 7 d'abril de 2014    | 1 530 000   | 10,1%             |
| 12       | 14 d'abril de 2014   | 1 241 000   | 8,5%              |
| Final    | 21 d'abril de 2014   | 1 661 000   | 11,1%             |

## Especials

### Edició sobre gel (2005)
Els concursants de la segona edició de "Mira quien baila" van poder descansar durant el Nadal; durant aquestes dues setmanes es va emetre una edició especial del concurs en la qual la pista de ball se substituïa per una pista de gel.
| Concursants            | Ocupació                                             | Classificació |
| ---------------------- | ---------------------------------------------------- | ------------- |
| Emma Ozores            | Actriu i filla d'Antonio Ozores                      | Guanyadora    |
| Miguel de Miguel       | Actor                                                | 2n Finalista  |
| Isaac Vidjrakou        | Model, Míster Espanya 2002                           | 3r Finalista  |
| Alejandra Prat         | Presentadora de televisió i filla de Joaquín Prat    | Eliminada     |
| Blanca Fernández Ochoa | Esquiadora (Única medallista espanyola d'esquí alpí) | Eliminada     |
| Aarón Guerrero         | Actor                                                | Eliminat      |

## Palmarès deMira quien baila!
| Edició            | Data      | Cadena    | Guanyador/a    | Segon/a Finalista            | Tercer/a Finalista |
| ----------------- | --------- | --------- | -------------- | ---------------------------- | ------------------ |
| Mira qui balla! 1 | 2005      | La 1      | Claudia Molina | María del Monte              | Alex Casademunt    |
| Mira qui balla! 2 | 2005-2006 | La 1      | David Civera   | Pablo Martín García          | Belinda Washington |
| Mira qui balla! 3 | 2006      | La 1      | Rosa López     | Milene Domingues             | David Meca         |
| Mira qui balla! 4 | 2006      | La 1      | Estela Giménez | Juan Alfonso Baptista "Gato" | Guillermo Martín   |
| Mira qui balla! 5 | 2007      | La 1      | Manuel Sarrià  | Carmen Janeiro               | Esther Arroyo      |
| Mira qui balla! 6 | 2007      | La 1      | Nani Gaitán    | Serafín Zubiri               | Óscar Higares      |
| Mira qui balla! 7 | 2008-2009 | La 1      | Manuel Bandera | Vicky Martín Berrocal        | Elisabeth Reyes    |
| Més que ball! 8   | 2010      | Telecinco | Belén Esteban  | Edurne García                | Víctor Janeiro     |
| Mira qui balla! 9 | 2014      | La 1      | Miguel Abellán | Felipe López                 | Adriana Abenia     |

### Especials
| Edició                        | Data | Cadena | Guanyador   | Segon Finalista  | Tercer Finalista |
| ----------------------------- | ---- | ------ | ----------- | ---------------- | ---------------- |
| Mira Quien Baila Sobre Hielo! | 2005 | La 1   | Emma Ozores | Miguel de Miguel | Isaac Vidjrakou  |

## Audiència mitjana de totes les edicions
Aquestes han estat les audiències de les edicions del programa ¡Mira quién baila! / ¡Más que baile!.
| Edició                               | Data      | Cadena    | Espectadors | Quota de pantalla |
| ------------------------------------ | --------- | --------- | ----------- | ----------------- |
| '¡Mira quién baila!: Primera edición | 2005      | La 1      | 4 259 000   | 27,9%             |
| ¡Mira quién baila!: Segunda edición  | 2005-2006 | La 1      | 4 312 000   | 27,5%             |
| ¡Mira quién baila!: Tercera edición  | 2006      | La 1      | 4 015 000   | 25,3%             |
| ¡Mira quién baila!: Cuarta edición   | 2006      | La 1      | 3 402 000   | 22,3%             |
| ¡Mira quién baila!: Quinta edición   | 2007      | La 1      | 3 254 000   | 20 %              |
| ¡Mira quién baila!: Sexta edición    | 2007      | La 1      | 2 455 000   | 15,4%             |
| ¡Mira quién baila!: Séptima edición  | 2008-2009 | La 1      | 3 220 000   | 19,5%             |
| ¡Más qué baile!: Octava edición      | 2010      | Telecinco | 2 866 000   | 17,6 %            |
| ¡Mira quién baila!: Novena edición   | 2014      | La 1      | 1 859 000   | 11,5%             |

## Premis i nominacions
- TP d'Or 2005 al Millor Concurs-Reality → Guanyador
- TP d'Or 2005 a la Millor Presentadora per Anne Igartiburu → Nominada
- Premi ATV 2005 a la Millor Comunicadora de Programes d'Entreteniment per Anne Igartiburu → Nominada
- Antena de Oro 2006 de Televisió per Anne Igartiburu → Guanyador